# Transformers: O Despertar das Feras
Transformers: Rise of the Beasts (bra/prt: Transformers: O Despertar das Feras) é um filme americano do gênero ação e ficção científica baseado na linha de brinquedos Transformers e influenciado principalmente pelo enredo da série Beast Wars. É a sétima parcela da série de filmes em live-action de Transformers e serve tanto como uma sequência independente de Bumblebee como uma prequência de Transformers (2007). Dirigido por Steven Caple Jr., com roteiro de Joby Harold, Darnell Metayer, Josh Peters, Erich Hoeber e Jon Hoeber, e uma história de Harold, o filme é estrelado por Anthony Ramos, Dominique Fishback, Tobe Nwigwee e Luna Lauren Vélez. O filme se passa em 1994, com os Autobots descobrindo uma relíquia de seu planeta natal no Brooklyn antes de buscarem outra similar no Peru. Locações sul-americanas incluíram Machu Picchu, Cusco, e Tarapoto. O projeto é uma produção conjunta entre a Skydance Media, eOne, Di Bonaventura Pictures, New Republic Pictures e Bay Films.
Transformers: Rise of the Beasts teve sua première no Marina Bay Sands em Singapura no dia 27 de maio de 2023 e foi lançado nos Estados Unidos em 9 de junho de 2023, pela Paramount Pictures. O filme não foi tão bem recebido pelo público ou pela crítica.

## Enredo
Há muito tempo, o deus das trevas Unicron, um gigantesco deus de ferro que se alimenta de planetas no objetivo de causar medo e caos, e seus lacaios invadem um mundo de selva habitado por Maximals. Unicron, buscando uma maneira de cruzar galáxias rapidamente, envia o seu arauto mais confiável, o Terrorcon Scourge para tomar a Chave Transwarp, um dispositivo avançado que pode abrir portais no espaço-tempo que está em posse dos Maximals. Embora os Maximals tentem revidar, seu líder Apelinq confia em Optimus Primal e um pequeno grupo de Maximals – Airazor, Cheetor e Rhinox – com a Chave Transwarp e ordena que eles mantenham o artefato longe de Unicron. Enquanto Primal e seus seguidores usam a chave para escapar de seu planeta condenado e fugir para a Terra pré-histórica, Scourge mata Apelinq após uma breve luta e leva sua insígnia como troféu. Repreendendo Scourge, Unicron ordena que ele vasculhe o Universo em busca da chave e a use para transportá-lo até sua localização, e logo depois devora o planeta.
Milhares de anos depois, no ano de 1994, o ex-militar especialista em eletrônica Noah Diaz, que vive no Brooklyn, tenta encontrar um emprego para sustentar seu irmão doente Kris. No entanto, após outra entrevista fracassada, seu "amigo" Reek o convence a roubar um carro de luxo, de um hotel próximo. No entanto, o "carro" acaba sendo revelado como o Autobot Mirage disfarçado, que leva o aterrorizado Noah em uma perseguição pelas ruas da cidade de Nova York.
Ao mesmo tempo, um museu na Ilha Ellis fica de posse de um falcão de pedra incomum com uma insígnia Maximal. Após o horário de fechamento, a estagiária do museu Elena Wallace investiga a estátua e, acidentalmente, a desmancha, revelando metade da Chave Transwarp. O artefato libera um pulso de energia, invisível e indetectável para humanos, que atrai a atenção de Optimus Prime e de outros Autobots, que estão presos na Terra desde a evacuação de Cybertron sete anos antes.
Prime convoca os Autobots mais próximos – Arcee, Bumblebee e Mirage, que chega ao ponto de encontro com Noah. Embora Optimus desconfie dos humanos, ele acredita que eles podem usar a Chave Transwarp para voltar para casa e libertar seu mundo natal; eventualmente, Mirage trama um esquema para entrar furtivamente no museu e fazer Noah roubar a chave para eles.
Sem o conhecimento dos Autobots, a ativação acidental da Chave Transwarp convoca os Terrorcons para a Terra. Noah encontra Elena dentro do museu, mas não consegue convencê-la a entregar a relíquia antes do ataque dos Terrorcons. Apesar dos melhores esforços dos Autobots, Scourge e Battletrap dominam Prime com sucesso e matam Bumblebee (Scourge toma sua insígnia Autobot como troféu), e Nightbird rouba a Chave Transwarp, antes que Airazor chegue para ajudar a afastá-los.
Ela explica que os Maximals estão na Terra há milênios e deliberadamente dividiram a Chave Transwarp ao meio para evitar que Unicron ou seus seguidores a usem. Se comunicando com Unicron remotamente, Scourge o avisa sobre a descoberta da chave, mas é torturado violentamente por achar apenas uma metade e ordenado a encontrar a chave completa ou sofrerá as consequências de seu erro.
A perda de Bumblebee apenas galvaniza ainda mais a determinação de Optimus de que eles devem remontar a chave e voltar para casa; Elena deduz que a outra metade da chave está localizada em um templo escondido no Peru, e Prime recruta o avião Autobot Stratosphere para levá-los até lá, com o corpo de Bumblebee sendo carregado com eles.
No caminho, Noah, com medo da chegada de Unicron, diz a Elena que eles devem destruir a chave para proteger seu próprio mundo natal, mas Elena não gosta da ideia. Perto da cidade de Cusco, o Autobot Wheeljack os guia até o templo, localizado abaixo do Covento de Santo Domingo. Um festival impede que os Autobots se movam pela cidade discretamente; como resultado, Noah e Elena devem se infiltrar na cidade e entrar no monastério, sendo observados de longe por Scourge e seus capangas. A dupla descobre um mecanismo secreto que leva a um grandioso templo oculto, abaixo da cidade, com um sarcófago de pedra, mas descobre que a outra metade da chave não está mais dentro dela. Os Terrorcons percebem a movimentação dos Autobots e os seguem pelas ruas de Cusco e, embora os Autobots sejam capazes de escapar dos vilões por meio de uma rodovia, um conflito se desenrola, terminando com Scourge infectando Airazor com uma parte da energia negra de Unicron e Optimus prometendo a ele que vai destruí-lo.
Na outra saída do templo, Noah e Elena encontram Optimus Primal e os outros dois Maximals, que, após um breve impasse que foi neutralizado por Airazor, concordam em unir forças com os Autobots. Elena percebe a mancha negra na asa de Airazor, mas ela afirma que vai ficar bem.
Optimus Primal explica que eles confiaram a Chave Transwarp a uma tribo de humanos que vivem perto do vale rico em Energon, que está inerte, em que os Maximals habitam – enquanto Optimus Prime desconfia da humanidade, Primal viveu entre eles por milênios e passou a vê-los como aliados e amigos, fazendo Prime repensar seu ponto de vista. Stratosphere chega com o corpo de Bumblebee, e eles o colocam em um ponto de Energon, mas que por estar inerte, não é possível trazê-lo de volta a vida. Airazor começa a ser corrompida pela energia negra de Unicron, mas consegue se conter, sem que os outros saibam.
Na manhã seguinte, no entanto, a corrupção de Scourge finalmente supera a resistência de Airazor. Os Terrorcons chegam a aldeia e lutam contra Autobots e Maximals. Em meio ao caos, Noah tenta destruir sua metade da Chave Transwarp até que Optimus o convença a desistir. No entanto, Airazor sequestra Elena, que pegou a metade da chave, e é seguida por Primal até Machu Picchu, onde ela a entrega para Scourge, que lhe ordena a matar Primal e Elena, enquanto ele mesmo vai embora. Na batalha que se segue, Primal é incentivado repetidamente por Airazor para matá-la e salvar Elena, o que ele hesitantemente faz.
Scourge e os Terrorcons se dirigem a um vulcão próximo, e usam a chave completa para criar um enorme portal que invocará Unicron para a Terra. Tendo encontrado algo em comum entre suas duas raças, Optimus Prime e Noah concordam em trabalhar juntos, incentivando seus companheiros a se unirem para lutar contra os lacaios de Unicron.
Enquanto a aliança Autobot-Maximal luta contra os Terrorcons, Noah e Elena, ajudados por Mirage, entram furtivamente na base Terrorcon e desativar o dispositivo que aciona a chave, com um código de desligamento manual baseado nos estudos de Elena sobre a linguagem Maximal. Mirage tenta distrair Scourge para que os humanos possam completar sua missão, mas o líder Terrorcon descobre os dois, e captura Noah, forçando Mirage a lutar contra ele, mas apesar dos seus esforços, Scourge é superior. Quando ele atira em Noah, Mirage se põe na frente e recebe os danos, o ferindo gravemente. Com o que resta de suas forças, Mirage remodela seu corpo em um exo-trage para Noah. Ele e Optimus (que ajudou Primal a destruir Battletrap) lutam contra Scourge.
Enquanto Unicron começa a atravesar o portal para a Terra e envia um exército de Scorponoks como reforços, os pulsos de energia liberados pela chave ativam os depósitos de Energon próximos e restauram a vida de Bumblebee. Transportado por Stratosphere (que também renovado pelo Energon) Bumblebee se junta à luta, destruindo Nightbird e dando vantagem para Optimus que finalmente mata Scourge (e toma de volta a insígnia de Bumblebee), mas não antes que o Terrorcon danifique o console de controle, e deixe os heróis incapazes de fechar o portal.
Sem outras opções, Prime diz a todos para fugirem e fica para trás, se sacrificando. Apesar de Unicron tentar persuadi-lo a não fazer isso e oferecendo tudo que ele quiser em troca, Optimus destrói a chave e desencadeia uma implosão devastadora, que manda Unicron de volta para seu lugar original e cria um vórtice que suga o que restou dos exércitos de Terrorcons, Optimus e todo o maquinário do portal. Mas, Noah e Primal resgatam com sucesso o líder Autobot de cair no vórtice em colapso, e eles escapam para fora do vulcão.
Após a batalha, Primal avisa que Unicron está apenas temporariamente preso, mas ainda vai voltar. Na sequência, os Maximals sobreviventes permanecem no Peru, enquanto os Autobots retornam aos Estados Unidos. Elena é reconhecida por sua descoberta arqueológica abaixo do Covento em Cusco, enquanto Noah se candidata a outro emprego de segurança. Mas descobre que a oportunidade de trabalho é na verdade uma fachada para uma organização governamental clandestina de codinome "G.I. Joe", que promete cobrir o tratamento de seu irmão daqui para frente.
Numa cena em meio aos créditos, Noah usa peças sobressalentes da Porsche para montar uma nova carroceria para Mirage, trazendo-o de volta e revela sua existência a um Reek perplexo.

## Elenco

### Humanos
- Anthony Ramos como Noah Diaz, um ex-militar especialista em eletrônica que vive com sua família no Brooklyn, tentando sustentá-los.[12] Noah está determinado a conseguir o emprego civil de que precisa para pagar o tratamento médico de seu irmão mais novo, Kris. Forma um vínculo com o Autobot Mirage.
- Dominique Fishback como Elena Wallace, uma pesquisadora de artefatos que trabalha no Museu Arqueológico de Nova York cujo chefe preguiçoso recebe todo o crédito por seu trabalho duro.[12]
- Luna Lauren Velez[13] como Breanna Diaz, a mãe de Noah.
- Dean Scott Vasquez como Kris Diaz, irmão mais novo de Noah, que sofre de anemia falciforme, e precisa de tratamento médico.
- Tobe Nwigwe[14] como Reek, um "amigo" próximo de Noah, que ganha a vida praticando roubos em Nova York.
- Michael Kelly como agente Burke.

### Transformers e Elenco de voz

#### Autobots
- Optimus Prime (Peter Cullen): Líder da resistência Autobot, que se refugia na Terra após fugir de Cybertron. Se transforma em um semi-caminhão Freightliner FLA de 1987 vermelho e azul com listras pratas.[15] Assim como no filme anterior seu visual é muito semelhante a sua versão no desenho original de 1984 (Geração 1).
- Mirage (Pete Davidson): Um "jovem" guerreiro com o poder de criar miragens, duplicatas, hologramas realísticos e ficar invisível. Ele cria uma amizade com Noah. Se transforma em um Porsche 964 Carrera RS 3.8 azul e prateado.[16] É morto por Scourge, mas trazido de volta a vida por Noah.
- Bumblebee: Um batedor que após impedir que os Decepticons descobrissem a Terra, se refugia no planeta junto com seus companheiros. Se transforma em um Chevrolet Camaro 1977 Z28 amarelo com listras pretas depois modificado com extensões todo-terreno.[16] É morto por Scourge, mas ressuscitado no final do filme.
- Arcee (Liza Koshy): Uma atiradora de elite. Se transforma em uma motocicleta Ducati 916 vermelha e branca.[16] Seu visual se assemelha muito à sua versão G1, no filme de 1986.
- Wheeljack (Cristo Fernández): Um cientista e mecânico extremamente inteligente que se transforma em um Volkswagen Tipo 2 "Kombi" marrom e branca dos anos 1970.[17] Por causa de sua aparência totalmente diferente do filme anterior, foi apelidado pelos fãs da franquia de Pablo, nome que está escrito em seu veículo.
- Stratosphere (John DiMaggio): Um gigante membro alado dos Autobots que lhes fornece transporte em sua aventura global. Se transforma em um avião de carga Fairchild C-119 Flying Boxcar verde com listras laranjas.

#### Maximals
- Optimus Primal (Ron Perlman): O sábio líder dos Maximals. Ele e seus companheiros se esconderam na Terra, vigilantes esperando o retorno de um mal que eles combatem por eras. Ele se transforma em um gorila gigante mecânizado.[9]
- Apelinq (David Sobolov): O líder dos Maximals, anterior a Optimus Primal. Se transforma em um gorila gigante mecânizado, parecido com Primal, mas prateado. É morto por Scourge
- Airazor (Michelle Yeoh): Uma batedora e vigilante de sua facção com uma visão aguçada. Sem medo de operar sozinha e preparada para voar sem apoio diante de certos perigos, possui a capacidade de soltar fogo pelo bico. Ela se transforma em um falcão-peregrino mecanizado.[16] É morta por Primal, em seu próprio desejo para proteger os outros após ser corrompida.
- Cheetor (Tongayi Chirisa): Um guerreiro e velocista, que usa isso a seu favor. Se transforma em um chita mecanizado.[16]
- Rhinox (David Sobolov): Guerreiro Maximal. Ferozmente leal e constantemente cauteloso com aqueles que fariam mal aos seus companheiros e está preparado para colocar tudo em risco pela causa dos Maximals. Se transforma em um rinoceronte mecânizado.[16]

#### Terrorcons
- Scourge (Peter Dinklage): Líder dos Terrorcons e um caça maior. O caçador de troféus mais temível do universo, inclusive já caçou e matou muitos membros de outras facções, isso é deixado bem claro: na grade frontal de seu modo caminhão e por seu corpo no modo robô, se encontram insígnias de Autobots, Decepticons, Maximals e Mercenários usadas como "troféus". Ele é um jogador implacável, astuto, traiçoeiro, cruel e incrivelmente poderoso que deve ser evitado a qualquer custo. Ele comanda os Terrorcons na missão de destruição que eles realizaram por milhares de anos em milhares de mundos. Se transforma em um caminhão Peterbilt 359 preto madeireiro modificado no estilo Mad Max.[16] É morto por Optimus.
- Nightbird (Michaela Jaé Rodriguez): Segunda em Comando dos Terrorcons, uma ninja e estrategista extremamente fria e habilidosa. Ela e transforma em um Nissan Skyline GT-R R33 cinza, bege e roxo modificado.[16][18] Tem a capacidade de voar graças a propulsores em suas costas. É explodida por Bumblebee.
- Battletrap (David Sobolov): Um guerreiro de Elite, batedor e executor de Scourge e tão sanguinário quanto seu líder. Como seus companheiros Terrorcons sua missão é a aniquilação, seus métodos são tão assustadores quanto sua presença, e ele é obstinadamente eficaz no que faz. Se transforma em um caminhão de reboque GMC Topkick C7000 laranja e preto dos anos 80. É morto por Prime e Primal.

- Sweeps: Robôs insetoides, lacaios dos Terrorcons. Alguns são pequenos, mas na batalha final, são criadas centenas deles do tamanho normal de seus mestres Terrorcons, de diferentes formatos e tamanhos.
  - Freezer: Um dos dois Sweeps usados por Scourge, como "farejadores" e caçadores de suas presas. Fica escondido nas costas de seu mestre e liberado quando convocado para uma missão. É morto por Noah que usa uma manopla com uma arma dada por Mirage.
  - Novakane: Outro Sweep usado como caçador por Scourge e também fica escondido nas suas costas. É morto por Elena, sendo jogado na lava.

#### Predacons
- Scorponocks: Vários robôs com o corpo parecido à escorpiões gigantes, que servem aos Terrorcons e a Unicron.

#### Decepticons
- Transit (John DiMaggio): Se transforma em um ônibus metropolitano nova-iorquino branco e azul. Em seu capacete há uma insígnia Decepticon, mas a divulgação de personagens o classifica como um Terrorcon. Sua participação, acabou sendo cortada do filme final, o que tornou o primeiro filme da saga a não mostrar nenhum Decepticon. Sua cena foi cortada porque foi considerada muito sombria: Ele seria enviado de Cybertron, tomado pelos Decepticons para caçar os Autobots. Optimus o mataria e o jogaria no rio Hudson, repleto de outros cadáveres de Decepticons enviados pelo mesmo motivo.

#### Outros
- Unicron (Colman Domingo): O Senhor do Caos, um robô maior do que planetas. Ele está sempre faminto e viaja pelos Universos, se alimentando de planetas para se manter vivo e para ganhar poder, sem se importar se o planeta é habitado por seres vivos. É ele quem envia os Terrorcons a Terra, para preparar a sua chegada. Seu visual é muito semelhante à sua encarnação G1 e assim como essa encarnação, se transforma em um planeta metálico. No filme, Unicron promete ser o principal antagonista dessa nova fase da franquia.[19]

## Produção

### Desenvolvimento
Em dezembro de 2018, quando questionado sobre o futuro da franquia de Transformers, o produtor Lorenzo di Bonaventura afirmou que outro grande filme de Transformers seria produzido e que seria "diferente dos que fizemos antes" como mais uma "evolução", dizendo que há mais liberdade para criar e o que eles podem fazer com isso. Após o sucesso de Bumblebee, ele reconheceu que a série faria algumas mudanças de tom e estilo, inspiradas no filme.
O diretor Travis Knight disse que seu objetivo era retornar ao seu estúdio de animação Laika, embora tenha reconhecido que tinha algumas ideias para uma sequência de Bumblebee. John Cena manifestou interesse em reprisar seu papel em uma sequência. A escritora Christina Hodson disse que "[ela] sabe onde [ela quer] ir com o próximo". No final de janeiro de 2019, uma sequência foi anunciada, devido ao desempenho de bilheteria internacional do filme. Em março, di Bonaventura confirmou que estava desenvolvendo um roteiro para uma sequência de Bumblebee.
Em janeiro de 2020, a Paramount Pictures estaria trabalhando em dois filmes diferentes de Transformers, um escrito por James Vanderbilt e outro escrito por Joby Harold. Em novembro, Steven Caple Jr. foi contratado para dirigir o roteiro de Harold. Em fevereiro, foi revelado que o filme estava sob o título provisório Transformers: Beast Alliance, sugerindo a introdução de personagens da franquia Beast Wars. Durante um evento virtual realizado pela Paramount em junho, di Bonaventura e Caple revelaram o título oficial como Transformers: Rise of the Beasts (revelando ser uma sequência de Bumblebee e um filme de Beast Wars), e confirmando que apresentaria os Terrorcons, os Maximals e os Predacons. Os efeitos visuais dos personagens de Beast Wars foram fornecidos pela Moving Picture Company. O tom e a ação do filme foram fortemente influenciados por O Exterminador do Futuro 2 - O Julgamento Final (1991).

#### Escalação do elenco
Em abril de 2021, Anthony Ramos foi escalado para o papel principal do filme. Mais tarde naquele mês, Dominique Fishback foi escalada ao lado de Ramos. Também foi revelado que Darnell Metayer e Josh Peters foram contratados para reescrever o roteiro de Harold. Harold, Metayer, Peters, junto com Erich e Jon Hoeber acabaram recendo crédito de roteiro, com Harold recebendo apenas crédito de história, enquanto Ken Nolan, Tony Rettenmaier, Juel Taylor e James Vanderbilt receberam crédito de "material adicional de roteiro". Em junho, a atriz Lauren Vélez revelou que tinha um papel na sequência. No mesmo mês, Peter Cullen foi confirmado para retornar como Optimus Prime para o filme, e Ron Perlman foi anunciado para reprisar seu papel como Optimus Primal da websérie Power of the Primes uma semana depois Em julho, Tobe Nwigwe revelou que tinha um papel no filme.

#### Filmagens
As filmagens do filme começaram em 7 de junho de 2021, em Los Angeles. As filmagens também ocorreram em Machu Picchu, Montreal e Brooklyn. Em 20 de outubro, foi anunciado que as filmagens haviam terminado oficialmente.

## Lançamento
Originalmente programado para 24 de junho de 2022, Transformers: Rise of the Beasts saiu nos Estados Unidos em 9 de junho de 2023, pela Paramount Pictures. Em Portugal e no Brasil, o filme chegou um dia antes.

## Futuro
Em 15 de fevereiro de 2022, foi anunciado que o filme seria a primeira parte de uma nova trilogia da série.